# Laeticia Kikonyogo
Laetitia Eulalia Mary Mukasa Kikonyogo (2 tháng 9 năm 1940 – 23 tháng 11 năm 2017), là một luật sư và thẩm phán người Uganda. Trước khi nghỉ hưu công việc tòa án, bà là thành viên của Tòa phúc thẩm của Uganda, cũng là một trong hai Tòa án Hiến pháp của Uganda. Trong thời gian đó, bà phục vụ ở cấp bậc Phó Chánh án của Uganda. Chữ cái đầu tiên trong tên của bà đôi khi được đánh vần là Leticia hoặc Letitia.

## Tổng quan
Với tư cách là Phó Chánh án của Uganda, thẩm phán Kikonyogo được đánh giá là người quyền lực thứ 6 trong đời sống công cộng ở Uganda. Sáu (6) quan chức công cộng quan trọng nhất ở Uganda là:
1. Tổng thống – Hiện tại, Yoweri Museveni
2. Phó Tổng thống – Hiện tại, Edward Ssekandi
3. Chủ tịch Quốc hội – Hiện tại, Rebecca Kadaga
4. Chánh án – Hiện tại, Bart Magunda Katureebe
5. Phó Chủ tịch Quốc hội – Hiện tại, Jacob Oulanyah
6. Phó Chánh án – Hiện tại, Alfonse Chigamoy Owiny-Dollo.[4]

Bà giữ nhiều vị trí trách nhiệm khác nhau trong cả Giáo hội Công giáo và Tư pháp. Bà là người phụ nữ đầu tiên ở Uganda cấp I vào năm 1971 – 1973; người phụ nữ đầu tiên là Thẩm phán giữa năm 1973 và 1986; người phụ nữ đầu tiên được bổ nhiệm làm thẩm phán Tòa án tối cao năm 1986 và cũng có vị trí trong Tòa phúc thẩm.
Sau đó, bà được bổ nhiệm làm Phó Chánh án phụ nữ đầu tiên của Uganda. Trong Giáo hội Công giáo, bà được Đức Giáo hoàng Benedict XVI bổ nhiệm làm Papal Dame. Bà là một trong những hiệp sĩ phụ nữ đầu tiên trong lịch sử Giáo hội Công giáo ở Châu Phi.
Khi bà trở về từ Vương quốc Anh sau khi đi du học, bà đã giảng dạy tại một thời gian, tại "Học viện Hành chính công", tiền thân của Học viện Quản lý Uganda ở Kampala.